# Deqing, Huzhou
Deqing, tidigare romaniserat Tehtsing, är ett härad i östra Kina som lyder under Huzhous stad på prefekturnivå i provinsen Zhejiang. Befolkningen uppgick till 491 789 invånare vid folkräkningen år 2010.
Deqing är beläget i mitten på slätten mellan Hangzhou-viken och Tai Hu och genomkorsas av ett stort antal kanaler. Den västra delen av häradet är bergig och där är också det natursköna berget Moganshan (莫干山) beläget. Före andra världskriget var Moganshan en populär tillflyktsort för utlänningar under sommaren och många utländska villor är belägna kring berget, liksom Chiang Kai-sheks personliga anläggningar.
De största orterna inom häradet är (med invånarantal 2000) Wukang (93 945), Xinshi (57 222) och Deqing (55 051). Deqing var år 2000 indelat i tretton köpingar (zhèn) och tre socknar (xiāng).